# ルノー1世 (ダンマルタン伯)
ルノー・ド・ダンマルタン（Renaud de Dammartin, 1165年ごろ - 1227年）は、ブローニュ伯（在位：1191年 - 1216年）、ダンマルタン伯（在位：1200年 - 1214年）およびオマール伯（在位：1204年 - 1206年）。ダンマルタン伯アルベリク3世とマティルド・ド・クレルモンの息子。

## 生涯
フランス宮廷で育ち、フランス王フィリップ2世の幼なじみであった。しかし父の主張により、ルノーはプランタジネット家のために戦った。フィリップ2世の信頼を取り戻したルノーは、ギー2世・ド・シャティヨンと王の従姉妹アデル・ド・ドルーの娘マリー・ド・シャティヨンと結婚した。
1191年、ルノーの父アルベリクはブローニュ女伯イドを誘拐し、ルノーとイドを結婚させた。これによりブローニュ伯はフランドル伯ではなくフランス王の家臣となった。この結婚はルノーを権力者にした一方で、ドルー家やイドと婚約していたギーニュ伯と対立した。
1203年、ルノーとその妻イドはブローニュに商いに関する特許状を与えた。これはおそらく財政的な配慮から行われたものと思われる。フィリップ2世は翌年ルノーをオマール伯に叙したが、ルノーは自分から距離を置くようになった。1204年4月にノルマンディーを獲得した後、フィリップ2世はルノーにモルタン伯領と、モルテメールとベランコンブルの要塞を中心とするワレンヌ領を与えた。モルタンとワレンヌはどちらもブローニュ伯ギヨーム1世が領有しており、フィリップ2世はブローニュ伯の両領地に対する領有権を認めていたようである。
1211年、ルノーはボーヴェ司教フィリップ・ド・ドルーとの訴訟においてフィリップ2世のもとに出頭することを拒否した。フィリップ2世は領地を占領し、1212年5月4日、ランベスでルノーは同じくフィリップ2世に領地を奪われていたイングランド王ジョンと同盟を結んだ。ルノーはフランドル伯を含む他の大陸貴族をジョンと同盟させてフィリップ2世に対抗した。その見返りとして、ルノーはイングランドに領地と年金を与えられた。それぞれがフランスと個別に和平を結ばないことを約束した。
神聖ローマ皇帝オットー4世やフランドル伯フェランとともに、1214年にフランスに対する攻撃に参加し、ブーヴィーヌの戦いで終結した。傭兵部隊（ブラバンソン）を指揮していたルノーは敗北側であったが、最後に降伏した一人であり、フィリップ2世への服従を拒否した。領地は取り上げられ、フィリップ・ユルプルに与えられた。ルノーは残りの人生をペロンヌ、後にル・グレの要塞に幽閉されて過ごし、最終的に自殺した。一人娘マティルドはフィリップ・ユルプルと結婚した。